# Chrysopilus obscuribarbus
Chrysopilus obscuribarbus är en tvåvingeart som först beskrevs av Friedrich Hermann Loew 1869.  Chrysopilus obscuribarbus ingår i släktet Chrysopilus och familjen snäppflugor. Inga underarter finns listade i Catalogue of Life.